# Geranium mexicanum
Geranium mexicanum är en näveväxtart som beskrevs av Kunth in Humb., Bonpl. och Carl Sigismund Kunth. Geranium mexicanum ingår i släktet nävor, och familjen näveväxter. Inga underarter finns listade i Catalogue of Life.